# Alexander Pope mentre dichiara il suo amore a lady Montagu
Alexander Pope mentre dichiara il suo amore a lady Montagu (Pope Makes Love To Lady Mary Wortley Montagu) è un dipinto a olio su tela dell'artista inglese William Powell Frith. Venne realizzato nel 1852 e oggi si trova alla galleria d'arte di Auckland, in Nuova Zelanda.

## Storia
All'inizio della sua carriera, William Powell Frith si specializzò nel dipingere degli episodi delle vite di alcuni personaggi storici. L'opera in questione ritrae un episodio della vita del poeta inglese Alexander Pope. Frith espose l'opera alla mostra tenutasi nel 1852 all'accademia reale inglese (Royal Academy). Nella sua autobiografia, Frith ricorda come alla mostra l'opera venne odiata dagli ammiratori di Pope, che lo accusarono di aver coperto di ridicolo il poeta inglese. Lo stesso pittore confessò che in seguito si pentì di aver esposto un uomo così grande all'umiliazione nonostante il suo rispetto e l'ammirazione per lui, ma che non aveva potuto resistere al contrasto tra la rabbia interna di Pope e la risata crudele della donna da lui amata. L'opera entrò a far parte delle collezioni del museo neozelandese nel 1974.

## Descrizione
Alexander Pope si era invaghito di Mary Wortley Montagu, un'aristocratica nota per i suoi viaggi nel vicino Oriente e che coltivava una grande passione letteraria. Secondo quanto racconta Lady Louisa Stuart, anche se Mary era già sposata, un giorno Pope provò a dichiararle il proprio amore con una dichiarazione intrisa di passione (infatti nel titolo originale inglese, l'espressione makes love è una forma oggi antiquata per declares his love, "dichiara il suo amore"): eppure, per quanto questa potesse essere seria, Montagu si mise immediatamente a ridere in faccia al poeta, trovandola esagerata come dichiarazione. Da allora i rapporti tra i due peggiorarono, e le lettere che prima si scambiavano spesso divennero più rare.
Alexander Pope è seduto su una sedia e rivolge le spalle alla donna: egli si porta la mano sinistra al mento, stringe la destra in un pugno e la sua espressione, visibile negli occhi spalancati, sembra unire in una sola emozione la rabbia, la furia e la vergogna. Il volto del poeta si rifà, come disse lo stesso artista nelle sue memorie, a un busto di Louis-François Roubillac. Esiste inoltre uno schizzo a matita e carboncino del poeta che si chiude nella sua rabbia, conservato a Londra. Mary Montagu si appoggia a un tavolino pieno di libri e lettere ed è ritratta mentre ride con ilarità, con la testa inclinata leggermente all'indietro. È importante far notare che il pittore idealizzò leggermente la scena rispetto alla realtà, perché il volto di Mary Montagu non presenta i segni del vaiolo, che aveva contratto in precedenza e contro il quale avrebbe lottato, e anche la gobba del poeta non si vede dato che egli è seduto.
Il salotto nel quale si svolge la scena presenta vari oggetti di arredamento che testimoniano la posizione sociale di Lady Mary, mentre gli utensili di scrittura e la sciarpa che le cinge la vita indicano la sua posizione come moglie dell'ambasciatore britannico presso l'impero ottomano e la sua fama di scrittrice. Sopra una candela appesa al muro tramite una cornice è presente una coroncina, che rimanda alle origini aristocratiche di Wortley Montagu. Al centro esatto del quadro è presente una statuetta con due amanti che si baciano, come una sorta di beffa alla dichiarazione di Pope. Alla sinistra della donna è presente un tulipano, un altro simbolo dell'amore profondo che qui contrasta con il rifiuto del poeta.